# Estadio Guillermo Vargas Roldán
El  Estadio Guillermo Vargas Roldán es un estadio ubicado en la ciudad  de San Ramón, Alajuela, Costa Rica.
El estadio es propiedad de la Municipalidad de San Ramón y lo utiliza el equipo de la Tercera División de Costa Rica, la Asociación Deportiva Ramonense el cual representa a dicho cantón. Además, el equipo de la Asociación Deportiva de Fútbol Femenino de San Ramón lo utilizó en su momento como casa en el Campeonato de Primera División de esa disciplina.
Lleva por nombre el del señor Guillermo Vargas Roldán, quién se mantuvo por más de tres décadas en el equipo de la A.D. Ramonense y en la dirigencia del fútbol nacional en las décadas de los 70s y 80s llegando a ser reconocido como El Caballero Del Futbol por su trato cordial y honesto en todas sus diligencias.
El estadio tiene capacidad para 3500 aficionados, cuenta con grama natural. Sus graderías están ubicadas hacia los costados este (la de sol) y oeste (la de sombra) y tiene espacio suficiente para construir graderías hacia los lados norte y sur, además cuente con iluminación artificial.
Para el año 2016. el Instituto Costarricense del Deporte ICODER asignó un presupuesto de 100.000.000 colones para realizar mejoras en batería sanitarias, camerinos, tapias de cerramiento y cubierta de techo de gradería.
- Datos: Q3495614